# زبان‌های اسلاوی شرقی
زبان‌های اسلاوی شرقی دسته شرقی زبان‌های اسلاوی است.

## دسته‌بندی
دسته‌بندی زبان‌های اسلاوی شرقی به شرح زیر است:
- زبان‌های اسلاوی شرقی
- اسلاوی شرقی باستان
  - بلاروسی
  - روسی
  - اوکراینی
  - روسینی
- نووگورودی باستان